# Pachydota roseitincta
Pachydota roseitincta är en fjärilsart som beskrevs av William Schaus 1910. Pachydota roseitincta ingår i släktet Pachydota och familjen björnspinnare. Inga underarter finns listade i Catalogue of Life.